# レストレス・アンド・ワイルド
『レストレス・アンド・ワイルド』（Restless and Wild）は、ドイツのヘヴィメタル・バンド、アクセプトが1982年に発表した4作目のスタジオ・アルバム。

## 背景
本作よりハーマン・フランクがセカンド・ギタリストとして参加した。ただし、ウルフ・ホフマンの2002年のインタビューによれば、フランクにはライヴで演奏するための練習を優先させ、「彼がこのレコードで少しだけ弾いていたか、それとも弾いていなかったか、よく覚えていない。全部かどうかはともかく、少なくとも殆どは俺の演奏だ」と語っている。
本作のイントロは、ドイツ民謡が流れているところにレコード針のスクラッチが入り、ウド・ダークシュナイダーが絶叫して、バンドが「ファスト・アズ・ア・シャーク」の演奏に入るという流れになっている。ここで使用されたドイツ民謡のレコードは、レコーディング・スタジオのオーナーのディーター・ダークスが10歳の頃に歌ったものだという。また、ラストの「プリンセス・オブ・ザ・ドーン」はアウトロの途中で突然終わるが、ホフマンは2002年のインタビューで「あの突然終わるアイディアは、うまくいってないね」「俺達がちゃんとしたエンディングを考えるべきだったんだろうけど、そうしなかったんだ」と語っている。
クレジットに名前の記載されているR.A. Smith-Dieselは、英語詞作りを手伝ったアメリカ人である。また、「デフィ」はマネージャーのギャビー・ホークの変名で、後のアルバムでも作詞を担当した。
ドイツ盤のジャケットは、2本のフライングVが燃えている写真が使われているが、アメリカ、イギリス、日本等ではライヴの写真を使用したジャケットが使用された。ホフマンによれば、バンド側が望んだのはフライングVのジャケットで、別のジャケットのことは覚えていないという。

## 反響・評価
スウェーデンでは1982年11月23日付のアルバム・チャートで初登場32位となり、12月7日付のチャートで最高27位を記録。また、1983年5月には自身初の全英アルバムチャート入りを果たし、最高98位を記録。
Eduardo Rivadaviaはオールミュージックにおいて5点満点中4.5点を付けて「アクセプトの創造的な意味での躍進」と評し、更に次作『ボールズ・トゥ・ザ・ウォール』と比較して「初めて聴く人のために言えば、剛毅さは『レストレス・アンド・ワイルド』の方が上だが、メロディの美しさでは及ばない。とはいえ、どちらも必聴である」と評している。また、Dan DragoはAbout.comにおいて本作をアクセプトの最高傑作として挙げ、「ファスト・アズ・ア・シャーク」を「絶対的なメタル・クラシック」「最初に録音されたスピードメタルの曲」と評している。

## 収録曲
特記なき楽曲はウド・ダークシュナイダー、ウルフ・ホフマン、ピーター・バルテス、ステファン・カウフマン、デフィの共作。
1. ファスト・アズ・ア・シャーク "Fast as a Shark" – 3:48
2. レストレス・アンド・ワイルド "Restless and Wild" (Udo Dirkschneider, Wolf Hoffmann, Peter Baltes, Stefan Kaufmann, R.A. Smith-Diesel) – 4:12
3. アヘッド・オブ・ザ・パック "Ahead of the Pack" – 3:24
4. シェイク・ユア・ヘッズ "Shake Your Heads" – 4:17
5. ネオン・ナイツ "Neon Nights" (Deaffy, R.A. Smith-Diesel, Accept) – 6:02
6. ゲット・レディ "Get Ready" (U. Dirkschneider, W. Hoffmann, P. Baltes, S. Kaufmann, R.A. Smith-Diesel) – 3:41
7. デーモンズ・ナイト "Demon's Night" – 4:26
8. フラッシュ・ロッキン・マン "Flash Rockin' Man" – 4:28
9. スティール・マイ・ソウル "Don't Go Stealing My Soul Away" (R.A. Smith-Diesel, Accept) – 3:15
10. プリンセス・オブ・ザ・ドーン "Princess of the Dawn" (Deaffy, R.A. Smith-Diesel, Accept) – 6:17

## カヴァー
- ファスト・アズ・ア・シャーク
  - レイジ - アルバム『トラップト!』（1992年）に収録[8]。
  - 屍忌蛇 - カヴァー・アルバム『STAND PROUD! ALL FOR HEAVY METAL』（1998年）に収録。
  - ウィッチリー - EP『Witchburner』（1999年）に収録[9]。
  - ハロウィン - アルバム『ラビット・ドント・カム・イージー』（2003年）に日本盤ボーナス・トラックとして収録[10]。
  - ロニー・ロメロ - カバー・アルバム『Raised On Heavy Radio』（2023年）に収録[11]。
- デーモンズ・ナイト
  - カンニバル・コープス - EP『Worm Infested』（2003年）に収録[12]。

## 参加ミュージシャン
- ウド・ダークシュナイダー - ボーカル
- ウルフ・ホフマン - ギター
- ハーマン・フランク - ギター
- ピーター・バルテス - ベース
- ステファン・カウフマン - ドラムス